# Squeeze (The Velvet Underground)
| Recensione                        | Giudizio |
| --------------------------------- | -------- |
| AllMusic                          |          |
| The Encyclopedia of Popular Music | [ 2 ]    |
| Rolling Stone                     | [ 3 ]    |
| Piero Scaruffi                    | 4/10     |

Squeeze è il quinto e ultimo album in studio della rock band statunitense The Velvet Underground, pubblicato solo in Europa nel febbraio del 1973 dalla Polydor Records. Viene considerato un apocrifo del gruppo in quanto è sostanzialmente un disco solista di Doug Yule pubblicato a nome della band.

## Storia
L'album fu principalmente scritto e registrato dal solo cantante e chitarrista Doug Yule in uno studio di registrazione di Londra, a seguito dell'abbandono del gruppo da parte di Lou Reed e di Sterling Morrison. La batterista Maureen Tucker, anche se all'epoca era ancora tecnicamente un membro della band, non fu in nessun modo coinvolta nella registrazione del disco. L'album fu un notevole insuccesso di pubblico e critica.
I Velvet Underground, che ai tempi erano formati da Doug Yule (voce/chitarra), Willie Alexander (tastiere/voce), Walter Powers (basso) e Maureen Tucker (batteria) avevano appena finito una tournée attraverso la Gran Bretagna e l'Olanda svoltasi tra l'ottobre e il novembre del 1971 in supporto dell'ultimo disco della band, Loaded, che era uscito in Europa nel marzo dello stesso anno.
Dopo il tour, il manager Steve Sesnick si accordò con la Polydor per produrre un nuovo album, Powers e la Tucker furono rispediti negli Stati Uniti da Sesnick, presumibilmente per mantenere il controllo totale sul prodotto finale. Quindi, Yule fu l'unico membro dei Velvet a partecipare alla registrazione dell'album. Squeeze venne pubblicato nominalmente come un disco dei Velvet Underground, ma è piuttosto un disco solista di Doug Yule in tutto e per tutto.
Le undici canzoni che compongono Squeeze furono tutte scritte da Yule e registrate con l'aiuto del batterista dei Deep Purple Ian Paice con qualche musicista di studio. Si tratta di brani principalmente pop rock con accenti beatlesiani e sterzate verso il country rock.
Venne registrato nell'autunno 1972 e pubblicato solo per il mercato europeo. Nessun singolo fu estratto dall'album e il disco non entrò in classifica da nessuna parte. Yule assemblò un gruppo di supporto costituito da Rob Norris (chitarra), George Kay (basso) e Mark Nauseef (batteria) per un giro di concerti in Gran Bretagna a novembre e dicembre 1972 per promuovere l'album in uscita. Alla fine del tour, durante il quale furono abbandonati anche da Sesnick, Yule stesso decise di andersene, mettendo la parola fine ai Velvet Underground.
Squeeze è andato fuori catalogo e non è stato ristampato su CD fino al 2012 (e comunque non ufficialmente dalla Polydor Records). L'album venne registrato da una formazione completamente differente da quella originale. Nelle note interne del libretto contenuto nel cofanetto del 1995 Peel Slowly and See, David Fricke liquida Squeeze come "un imbarazzo nella discografia dei Velvet Underground".

## Tracce
Tutte le canzoni sono state scritte da Doug Yule.
Lato A
1. Little Jack – 3:27
2. Crash – 1:22
3. Caroline – 2:35
4. Mean Old Man – 2:53
5. Dopey Joe – 3:08
6. Wordless – 3:03

Lato B
1. She'll Make You Cry – 2:45
2. Friends – 2:39
3. Send No Letter – 3:12
4. Jack & Jane – 2:57
5. Louise – 5:44

## Formazione
The Velvet Underground
- Doug Yule – voce, chitarra, tastiere, basso, produzione discografica

Musicisti aggiuntivi
- "Malcolm" – sassofono (forse Malcom Duncan )
- Ian Paice – batteria
- Corista non identificata - cori

## Ristampa
Nel 2012 Squeeze è stato ristampato in formato CD ed LP dalla Kismet Records, un'etichetta specializzata nella ristampa di album da parte di artisti relativamente sconosciuti. Nel CD, una leggera quantità di rumore bianco può essere ascoltato ovunque, indicante il fatto che esso sia stato inciso utilizzando come fonte primaria direttamente una vecchia copia in vinile del disco. La ristampa non è ufficialmente autorizzata dalla Polydor. Un avviso incluso nella confezione recita:
Un indirizzo e-mail è quindi fornito ai detentori del copyright della musica al fine di contattare la Kismet per il pagamento delle royalties.
La ristampa non comprende outtakes. Nella confezione è incluso un breve articolo tratto dal Melody Maker, scritto da Richard Williams, originariamente pubblicato il 6 ottobre 1971. L'articolo include un breve commento da parte di Doug Yule a proposito del tour britannico che all'epoca stava facendo insieme a Maureen Tucker, Walter Powers e William Alexander.